# حاجة المعلومات
حاجة المعلومات هي رغبة الفرد أو المجموعة لتحديد والحصول على المعلومات لتلبية الحاجة الواعية أو غير الواعية. إن كلمة 'حاجة' وكلمة 'المعلومات' في مصلح 'حاجة المعلومات' هو ترابط بيني لا ينفصل. ان الاحتياجات والاهتمامات تتطلب المزيد من المعلومات. ان أهداف دراسة الاحتياجات من المعلومات هي:
1. تفسير الظواهر المرئية من استخدام المعلومات أو الحاجة الموضحة؛
2. التنبؤ بحالات استخدم المعلومات؛
3. مراقبة وبالتالي تحسين استخدام معالجة المعلومات في الظروف الضرورية.

ترتبط الاحتياجات من المعلومات بمتطلبات المعلومات، ولكن تختلف عنها. فعلى سبيل المثال هو فأن الجوع حاجة، والمطلوب هو الغذاء.